# Schönaich
Schönaich est une commune de Bade-Wurtemberg (Allemagne), située dans l'arrondissement de Böblingen, dans la région de Stuttgart, dans le district de Stuttgart.

## Géographie
Schönaich se trouve dans la clairière du Schönbuch, à 3 km au Sud de Böblingen. Environ 42 % de la surface est utilisé à des fins agricoles (champs et vergers) et 38 % du territoire est recouvert de forêts.

## Religion
En 1534 eut lieu la Réforme de l'église. Jusqu'alors, la commune était à dominante évangélique. L'afflux d'exilés de l'Allemagne de l'Est a conduit à la création d'une paroisse se rapprochant des dogmes de l'Église catholique romaine.

## Population
| Année | Habitants |
| ----- | --------- |
| 1630  | 931       |
| 1640  | 50        |
| 1655  | 369       |
| 1704  | 693       |
| 1900  | 2051      |
| 1939  | 2950      |
| 2005  | 9993      |
| 2008  | 9803      |

## Jumelages
- Hartmannsdorf (Allemagne) depuis 1990
- Rocquencourt (France) depuis 2000

## Économie
Parmi les entreprises installées à Schönaich, on remarquera la présence de :
- Faulhaber, qui fabrique de petits moteurs électriques, des boîtes de vitesses ainsi que des directions pour automobiles
- Honeywell avec la fabrication de commandes pour chauffage.